# کورت سیفرت
کورت سیفرت (انگلیسی: Kurt Seiffert؛ زادهٔ ۲۱ دسامبر ۱۹۳۵) قایقران روئینگ اهل ایالات متحده آمریکا بود.
وی در مسابقات کشوری و بین‌المللی در مجموع برندهٔ ۱ مدال طلا شده‌است.